# Neta (Gulmi)
Neta – gaun wikas samiti w zachodniej części Nepalu w strefie Lumbini w dystrykcie Gulmi. Według nepalskiego spisu powszechnego z 2001 roku liczył on 621 gospodarstw domowych i 3426 mieszkańców (1860 kobiet i 1566 mężczyzn).